# حاييم صبان
حاييم صبان (بالعبرية: חיים סבן‏) مواليد 15 أكتوبر 1944 في الإسكندرية، المملكة المصرية، إسرائيلي أمريكي، منتج، ومستثمر من أصل مصري. تقدر ثروته بنحو 2.8 مليار دولار، وضعته مجلة فوربس عام 2006 في الترتيب 98 في قائمة أغنى 400 في أمريكا. غادر مصر عام 1956 إلى إسرائيل. ثم هاجر إلى أمريكا حيث بنى ثروته في تسويق برامج الرسوم المتحركة. أنشأ مركز صبان لسياسات الشرق الأوسط التابع لمعهد بروكنگز في واشنطن العاصمة.

## المولد والانتقال لاسرائيل
ولد حاييم في الإسكندرية وعاش بها طفولته إلي أن هجرها مع والديه وشقيقه وجدته إلى إسرائيل علة إثر العدوان الثلاثي على مصر عام 1956، وقد أقامت أسرته في تل أبيب إلى أن هاجر إلى الولايات المتحدة الأمريكية.

## عمل
بعد وصوله إلى إسرائيل، انتقل حاييم إلى فرنسا حيث عمل منظم حفلات. وهناك شارك في تقديم فن الأنيمي الياباني ومسلسل حلقات سنتاي للرسوم المتحركة. عمل كذلك في تقديم مسلسلات أمريكية مثل Starsky & Hutch ودالاس Dallas.
التي اشتهرت بتقديمها بنجاح ساحق مسلسل الرسوم المتحركة الياباني حراس القوة (بالإنجليزية: Power Rangers)‏ للأطفال في السوق الأمريكي. أتبع صبان ذلك بتقديم عدة مسلسلات أخرى مشابهة. وفي عام 2003 اشترى كبرى شركات الإعلام في ألمانيا، شركة كيرش ميديا المتعثرة بمبلغ 5.7 بليون دولار.
وانتقل إلى الولايات المتحدة وأصبح منتجاً تلفزيونياً، وفي عام 1983 أسس صبان للترفيه Saban Entertainment وفي عام 1985 حين كان في زيارة لليابان اشتري حقوق أحد برامج الرسوم المتحركة للأطفال والت قابلت نجاح ساحق بعد إذاعتها ومن أشهرها مسلسل الرسوم المتحركة الياباني «پاور رينجرز Power Rangers», ثم قام بترجمتها وإذاعتها في الولايات المتحدة بعد أن أقنع قناة فوكس عام1993 بتقديمها، فحققت نجاحا منقطع النظير وكان اسمها مورفين باور رينجرز MorphinPowerRangers، وخلال ثلاث سنوات تراكمت أرباح صبان من هذه الحلقات فقام عام1996 بمشاركة شركة فوكس، وفي العام التالي قامت شركته بشراء قناة الأسرة بمبلغ 1.9 مليار دولار، وفي عام 2001 قام مع نيوز كورپ (روپرت مردوخ) ببيع شركة فوكس فاميلي Fox Family Worldwide لشركة والت ديزني المالكة لشبكة ABC, بمبلغ 5.1 بليون دولار. كان نصيب حاييم صبان من البيع 1.6 بليون دولار، وكانت أكبر صفقة في التاريخ بين شخص وشركة.
وفي عام 2006, كان ضمن مجموعة مستثمرين، بقيادة تكساس پاسيفيك گروپ Texas Pacific Group, التي اشترت شبكة يونيڤيزيون Univision وهي أكبر شبكة تلفزيون ناطقة بالإسپانية في الولايات المتحدة. الصفقة كان مقدارها 12.1 بليون دولار. أصحاب أسهم يونيڤيزيون رفعوا قضية على المشترين الجدد بسبب طريقة الشراء.

## في السياسية
يعد أكبر متبرع للحملات الانتخابية في أمريكا لكلا الحزبين الديمقراطي والجمهوري وهو يتبرع كذلك إلى حزب العمل الإسرائيلي. ويـُعرف عنه صلته الوثيقة ببيل وهيلاري كلينتون وكذلك جورج بوش الابن.
وفي انتخابات 2000 تبرع حاييم صبان من خلال صبان كابيتال جروپ Saban Capital Group، بمبلغ 10 ملايين دولار للحزب الديمقراطي، وهو أكبر تبرع فردي في التاريخ.

## عائلته
متزوج من شريل صبان (شاكلر قبل الزواج)، ولهما طفلان. شريل هي أم الممثلة هايدي لنهارت من زيجة سابقة.

## من أقواله
- قال حاييم صبان لجريدة نيويورك تايمز الأمريكية:

«أنا رجل ليس له إلا قضية واحدة، وقضيتي هي إسرائيل».
- وعن طريقته في الحصول على الصفقات وتثبه بها إلى أن تتم ولو بعد سنوات يقول:

«إن هوايتي الوحيدة هي العمل وخدمة إسرائيل، فأنا لا ألعب الجولف، ولا أجمع الطوابع، لذلك فإن مثل هذه الصفقات هي التي تشغل تفكيري طوال الوقت.»

## وصلات خارجية
- حاييم صبان على موقع IMDb (الإنجليزية)
- حاييم صبان على موقع ميتاكريتيك (الإنجليزية)
- حاييم صبان على موقع مونزينجر (الألمانية)
- حاييم صبان على موقع قاعدة بيانات الأفلام العربية
- حاييم صبان على موقع ميوزك برينز (الإنجليزية)
- حاييم صبان على موقع ميوزك برينز (الإنجليزية)
- حاييم صبان على موقع إن إن دي بي (الإنجليزية)
- حاييم صبان على موقع أول ميوزيك (الإنجليزية)
- حاييم صبان على موقع ديسكوغز (الإنجليزية)
- حاييم صبان على موقع ديسكوغز (الإنجليزية)
- الموقع الإلكتروني